# Федерални затвор „Сона”
Федерални затвор „Сона” (шп. Penitenciaría Federal de Sona) је измишљени затвор у америчкој телевизијској серији Бекство из затвора. Затвор „Сона” се налази у Панами и заједно са затвором „Фокс ривером” чини два затворе у којима се одвијала радња серије.
Затвор Сона је најозлоглашенији затвор у Панами. Стражари се налазе ван зидина затвора, а затвореници су препуштени сами себи. Унутар зидина главну реч води „краљ дроге” Лечеро, који је направио своју банду од затвореника. Са својом бандом, он је спреман да убије сваког ко покуша да побегне из „Соне”.
Овај затвор служи као затвор у трећој сезони Бекства из затвора (у првој сезони радња се углавном одвија у затвору „Фокс ривер”).
У правом животу овај затвор се зове „Carandiru Penitentiary”.